# Beroepsgoederen
De beroepsgoederen (Frans: biens professionnels) zijn in het Belgische relatievermogensrecht de goederen die een echtgenoot aanwendt voor de uitoefening van zijn beroep of de uitbating van zijn bedrijf. De beroepsgoederen genieten een bijzondere status, die wordt geregeld in diverse bepalingen van het Belgisch Burgerlijk Wetboek (BW).

## Omschrijving

### Titreenfinance
De beroepsgoederen zijn in bepaalde gevallen onderworpen aan het onderscheid tussen titre en finance, waarbij het eigendomsrecht over de beroepsgoederen een eigen goed is, maar de vermogenswaarde van de beroepsgoederen behoort tot het gemeenschappelijk vermogen.
Het recht op de goederen die een echtgenoot exclusief voor de uitoefening van zijn beroep of de uitbating van zijn bedrijf aanwendt, is een eigen goed van die echtgenoot. Daardoor heeft deze echtgenoot tevens het recht om als eigenaar van zijn beroepsgoederen te handelen. Oefenen beide echtgenoten echter hetzelfde beroep uit of baten zij hetzelfde beroep uit, dan zijn de beroepsgoederen geen eigen goederen. De beroepsgoederen behoren dan immers tot het gemeenschappelijk vermogen (art. 2.3.19, §1, 6° BW).
Als het recht op de beroepsgoederen een eigen recht is van een van de echtgenoten, dan behoort de vermogenswaarde van die goederen tot het gemeenschappelijk vermogen, voor zover deze goederen met gemeenschappelijke gelden zijn verkregen (art. 2.3.22, §1, 6° BW). Deze vermogenswaarde wordt bij wijze van uitzondering bepaald op het tijdstip van de ontbinding van het huwelijksvermogensstelsel, en niet op het tijdstip van de verdeling (art. 2.3.43, §3, 2° BW).

### Bestuur
Iedere echtgenoot kan alle bestuurshandelingen die voor de uitoefening van zijn beroep verantwoord zijn alleen stellen. Ook hier geldt een uitzondering voor de gevallen waarin beide echtgenoten hetzelfde beroep uitoefenen (art. 2.3.31 BW).

### Preferentiële toewijzing
Voor zover de beroepsgoederen niet behoort tot het gemeenschappelijk vermogen van een van de echtgenoten, bijvoorbeeld omdat beide echtgenoten het beroep gezamenlijk uitoefenen, dan kan iedere echtgenoot daarvan de preferentiële toewijzing vragen (art. 2.3.13, 3° BW). De andere goederen waarvoor men de preferentiële toewijzing kan vragen zijn de gezinswoning en het aldaar aanwezige huisraad.